# Fiat G.80
Die Fiat G.80 war ein militärisches Schulflugzeug, das vom italienischen Herstellers Fiat in den 1950er-Jahren entwickelt wurde.

## Geschichte und Konstruktion

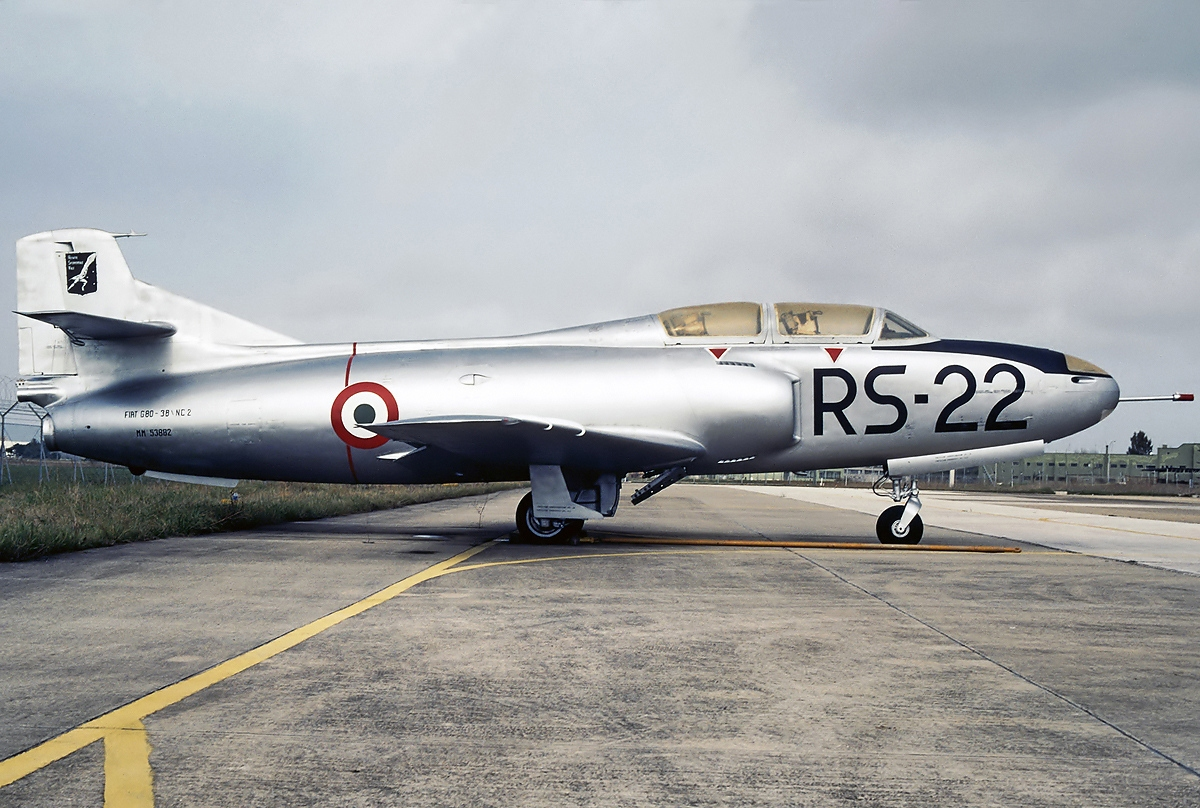
G-80-3B auf der Luftwaffenbasis Pratica di Mare Mario de Bernardi

Die G.80 war das erste Flugzeug mit echtem Düsenantrieb, das in Italien entwickelt wurde. Die in den 1940er-Jahren gebaute Campini-Caproni N.1 verwendete noch eine Mischform zwischen Kolbenmotor- und Gasturbinenantrieb. Die G.80 war ein konventioneller Tiefdecker mit einziehbarem Bugradfahrwerk und Lufteinläufen an den Rumpfseiten. Pilot und Ausbilder saßen in Tandemsitzen unter einer langen Cockpithaube.
Zwei Prototypen wurden gebaut, drei Vorserienflugzeuge folgten. Die italienische Luftwaffe hielt die Maschine allerdings für ungeeignet, um ihre Anforderungen zu erfüllen und kaufte nur eine geringe Anzahl. Unbeirrt entwickelte Fiat eine verbesserte Version G.82 weiter, um in den Wettbewerb für einen Standard-NATO-Jettrainer zu treten. Neben vielen Änderungen im Detail, besaß die G.82 einen längeren Rumpf, ein Rolls-Royce-Nene-Triebwerk anstelle des in der G.80 verwendeten de Havilland Goblin und Flügelspitzentanks. Fünf Flugzeuge wurden gebaut, der Wettbewerb wurde jedoch abgebrochen und die G.82 weder von der NATO noch von der italienischen Luftwaffe ausgewählt. Die Entwicklung wurde schließlich abgebrochen. Pläne für spezielle Versionen einschließlich Nachtjäger, Aufklärer und Luftnahunterstützungsversionen wurden nicht realisiert, wie auch die G.84, die von einem Allison J35 angetrieben werden sollte. Die G.82 wurden einige Jahre von der Aeronautica Militare an der Flugschule in Amendola verwendet, bevor sie 1957 an die „Reparto Sperimentale Volo“ (Flugversuchsanstalt) in Pratica di Mare abgegeben wurden.

## Varianten
- G.80-1B – Prototypen
- G.80-3B – Vorserienversion
- G.80-3A – Entwurf für ein Bodenangriffsflugzeug
- G.81-1B – mit de-Havilland-Ghost-Triebwerk
- G.82-1B – Trainer für die NATO-Ausschreibung für einen Standardjettrainer
- G.82-1A – Entwurf für Nachtjäger, Aufklärer und Luftnahunterstützungsflugzeug
- G.84-1B – geplant mit Allison-J35-Triebwerk

## Militärische Nutzung
Italien
- Aufgezählter Listeneintrag

## Technische Daten
| Kenngröße             | Daten (G.80-3B) |
| --------------------- | --- |
| Besatzung             | 2 |
| Länge                 | 12,90 m |
| Spannweite            | 11,80 m |
| Höhe                  | 4,03 m |
| Flügelfläche          | 25,20 m² |
| Leermasse             | 3950 kg |
| max. Startmasse       | 5850 kg |
| Reisegeschwindigkeit  | 750 km/h |
| Höchstgeschwindigkeit | 835 km/h |
| Dienstgipfelhöhe      | 12.900 m |
| Reichweite            | 1100 km |
| Triebwerke            | 1 × de Havilland Goblin 35 mit 1500 kp Schub                                                                                               |
| Bewaffnung            | zwei im Bug eingebaute 12,7-mm-Maschinengewehre Browning M3 und bis zu 200 kg Außenlasten an zwei Außenlaststationen unter den Tragflächen |